# توماس هارت بنتون (سياسي)
توماس هارت بنتون (بالإنجليزية: Thomas Hart Benton)‏ (و. 1782 – 1858 م) هو سياسي من الولايات المتحدة الأمريكية. ولد في هيلزبورو، كارولاينا الشمالية. كان عضوًا في الحزب الجمهوري الديمقراطي، والحزب الديمقراطي الأمريكي.
توفي في واشنطن العاصمة، عن عمر يناهز 76 عاماً.

## مناصب
تولى منصب عضو مجلس الشيوخ الأمريكي، وعضو مجلس النواب الأمريكي، وعضو مجلس ولاية تينيسي.

## التعليم
تعلم في جامعة ولاية كارولينا الشمالية في تشابل هيل.

## روابط خارجية
- توماس هارت بنتون على موقع الموسوعة البريطانية (الإنجليزية)
- توماس هارت بنتون على موقع إن إن دي بي (الإنجليزية)